# FC Erbach
Der FC Erbach (offiziell: Fußball-Club 1919 e. V. Erbach) war ein Sportverein aus Erbach im Odenwaldkreis. Die erste Fußballmannschaft spielte sieben Jahre in der damals drittklassigen Oberliga Hessen und nahm einmal am DFB-Pokal teil.

## Geschichte
Der Verein wurde im Jahre 1919 als VfR Erbach gegründet und 1945 aufgelöst. Am 10. Oktober 1945 erfolgte eine Neugründung als Kultur- und Sportgemeinschaft Erbach. Die Fußballabteilung spaltete sich am 15. Mai 1957 als FC Erbach ab. Unter diesem Namen spielte der Verein für viele Jahre auf lokaler Ebene, ehe unter dem Trainer Wolfgang Solz 1980 der Aufstieg in die Landesliga Hessen-Süd und zwei Jahre später der Sprung in die Oberliga Hessen gelang. Der sportliche Aufschwung ist eng mit dem finanziellen Engagement des Präsidenten Georg Roth verbunden.
Gleich in der Aufstiegssaison 1982/83 erreichte der FC Erbach den vierten Platz. In den folgenden Jahren fiel die Mannschaft ins Mittelfeld zurück und sorgte für spektakuläre Spiele wie eine 5:9-Niederlage gegen den FSV Frankfurt (Saison 1983/84) sowie 3:8-Niederlagen gegen die Amateure von Kickers Offenbach bzw. bei Viktoria Aschaffenburg (Saison 1984/85). In der Saison 1985/86 nahmen die Odenwälder am DFB-Pokal teil und setzten sich in Runde eins gegen den SC Birkenfeld durch. Das Aus folgte in der zweiten Runde nach einer 0:1-Niederlage gegen Blau-Weiß 90 Berlin. 
Im März 1986 zog sich Mäzen Roth verärgert zurück. Nach einigen Jahren im Mittelfeld der Oberliga folgte 1989 der Abstieg nach einer 2:4-Niederlage im Entscheidungsspiel gegen Viktoria Sindlingen. Vier Jahre später stieg der FC Erbach auch aus der Landesliga Hessen-Süd ab, woraufhin der Verein die Mannschaft in die Kreisliga zurückzog. Ab 2001 bildete der FC Erbach eine Spielgemeinschaft mit der FSV Erbach, nachdem zuvor Fusionsgespräche gescheitert waren. In der Spielgemeinschaft fühlte sich der FC Erbach jedoch ausgenutzt, worauf der Verein aus der Spielgemeinschaft austrat und sich zum 31. Dezember 2008 auflöste. Mit Jochen Müller brachte der Verein einen Bundesligaspieler hervor.